# Sunsphere
De Sunsphere in Knoxville, Tennessee is een 81,07 meter hoge zeshoekige staalconstructie met een 23 meter grote goudkleurige glazen bol die diende als het symbool van de Wereldtentoonstelling van 1982.

## Ontwerp
De toren is ontworpen door ingenieurbureau Community Tectonics om het thema van de wereldtentoonstelling van 1982, energie, weer te geven. 
Tegenwoordig is de plaats van de wereldtentoonstelling veranderd in een openbaar park langs Knoxville's congrescentrum. 

## Trivia
De Sunsphere speelt een rol in The Simpsons aflevering uit 1996, "Bart on the Road": Bart, Nelson, Martin en Milhouse reizen naar Knoxville om de Wereldtentoonstelling te bezoeken, maar komen er achter dat ze meer dan tien jaar te laat zijn.